# NGC 3931
NGC 3931 (NGC 3917A) je eliptična galaktika u zviježđu Velikom medvjedu. Kasnije je utvrđeno da je NGC 3917A ista galaktika.

## Vanjske poveznice
- (eng.) SEDS: NGC 3931
- (eng.) Revidirani Novi opći katalog
- (eng.) Izvangalaktička baza podataka NASA-e i IPAC-a
- (eng.) Astronomska baza podataka SIMBAD
- (eng.) VizieR